# Hybridní inteligence
Hybridní inteligence je inteligentní prostředí nebo jiný systém integrující lidskou nebo strojovou inteligenci,
který překročí kritickou hranici autonomizace a který začne sledovat vlastní cíle, takže začne
být podobný cizí, mimozemské, člověku a lidstvu nepřátelské inteligenci, začne lidstvu překážet v jeho cílech a případně ohrožovat jeho existenci.[zdroj?]